# جیک فوی
پل جیکوب فوی (انگلیسی: Paul Jacob Foy؛ زاده ۱ نوامبر ۱۹۹۰) یک بازیگر کانادایی است. او بیشتر برای بازی در نقش تاف مک موری در سریال هالمارک سوار، بازی در نقش پادشاه جیمز در حکومت و نقش فلیکس سیلوا در بازی بازمانده برگزیده شناخته شده است.